# Hermàpies
Hermàpies (Hermapias, Ἑρμαπίας o Ἑρμαππίας) fou un escriptor grec esmentat diverses vegades per antics autors, com un destacat comentarista de l'obra d'Homer i els seus poemes. De la seva època i origen no es coneix res.